# Uropterygius fuscoguttatus
 Uropterygius fuscoguttatus és una espècie de peix de la família dels murènids i de l'ordre dels anguil·liformes.

## Morfologia
Els mascles poden assolir els 30 cm de longitud total.

## Distribució geogràfica
Es troba des de les Maldives fins a Pitcairn, les Hawaii i Samoa. També a Nova Caledònia.